# Grands temples vivants Chola
Les grands temples vivants Chola sont trois grands sanctuaires hindous construits par la dynastie Chola aux XIe et XIIe siècles et toujours en activité, classés au patrimoine mondial de l'UNESCO :
- le temple de Brihadesvara à Tanjavûr, le premier classé en 1987
- le temple de Rajendreshvara à Gangaikondacholapuram, classé en 2004
- le temple d’Airavateshvara à Darasuram, classé en 2004